# 马守仁
马守仁（Bishop Manuel Prat Pujoldevall, O.P.）1873年10月6日—1947年1月6日）西班牙多明我会传教士、天主教厦门教区第五任主教（1916 - 1947）。
1873年10月6日，马守仁出生于西班牙。1897年9月18日（23岁）晋升神父。
1916年1月27日，马守仁被任命为福建南境宗座代牧区第五任主教，领 Mactaris 主教衔。同年10月1日举行祝圣仪式。1946年4月11日改为厦门教区主教。
1947年1月6日，马守仁去世，享年73岁。